# Glabrimycetoporus amoenus
Glabrimycetoporus amoenus (лат.) — ископаемый вид коротконадкрылых жуков рода Glabrimycetoporus (семейство Staphylinidae). Обнаружен в меловых отложениях Китая: Ляонин, Huangbanjigou, Chaomidian Village, барремский ярус, Yixian Formation, более 125 млн лет. Один из древних видов стафилинид из подсемейства Mycetoporinae (до 2021 в Tachyporinae).

## Описание
Среднего размера ископаемые стафилиниды, которые были описаны по отпечаткам тела, длина которого около 10 мм.
Вид Glabrimycetoporus amoenus был впервые описан в 2009 году группой китайских палеоэнтомологов (Y. L. Yue, Y. Y. Zhao, D. Ren; Китай).
Вид Glabrimycetoporus amoenus выделен в отдельный род жуков Glabrimycetoporus (Tachyporinae).
Сестринские таксоны: вид †Bolitobius Leach 1819 (1 вид, эоцен, Россия), †Mycetoporus Mannerheim 1830 (1 вид, эоцен, США), 
†Cuneocharis Ryvkin 1990 (1 вид, юрский период, Дая, Забайкалье, Россия).